# Metropolitana di Daegu
La metropolitana di Daegu serve la città sudcoreana di Daegu.

## Linee
Daegu dispone di tre linee di metropolitana, la linea 1, linea 2 e la Linea 3.
Nel 2003 un attentato incendiario ha causato 200 vittime in una stazione della linea 1 durante l'ora di punta.
Ecco le linee con i rispettivi colori:
| Colore | Nome/Numero | Nome coreano | Partenza                     | Fine                 | Lunghezza |
| ------ | ----------- | ------------ | ---------------------------- | -------------------- | --------- |
|        | Linea 1     | 1호선        | Seolhwa Myeonggok (설화명곡) | Ansim (안심)         | 28,4 km   |
|        | Linea 2     | 2호선        | Munyang (문양)               | Yeongdamdae (영남대) | 31,4 km   |
|        | Linea 3     | 3호선        | Dongho (동호)                | Daedeok (대덕)       | 23,1 km   |

## Biglietti
Il costo di una corsa è di 1100 won, e al posto dei biglietti vengono utilizzati appositi gettoni. Come in altre città coreane è comunque possibile usare una scheda elettronica ricaricabile.